# ويليام دوراند (صحفي)
ويليام دوراند (بالفرنسية: Guillaume Durand)‏ هو صحفي ومذيع أخبار فرنسي، ولد في 23 سبتمبر 1952 في بولون-بيانكور في فرنسا.